# Dick Brouwer (verzetsstrijder)
Dick Jacobus Brouwer (Wassenaar, 11 februari 1917 - Sneek, 14 juni 1996) was een Nederlands verzetsstrijder ten tijde van de Tweede Wereldoorlog.

## Verzet
Brouwer, die tijdens de oorlog de schuilnaam Bontje gebruikte, was een van de leden van de Groep Lever. Hij was vanaf 1941 werkzaam bij de politie in Sneek en was gestationeerd op het politiebureau aan het Martiniplein. Daarvoor had hij bij de marine gewerkt. In deze functie speelde hij veel gegevens door aan de verschillende verzetsgroepen. Brouwer was ook lid van de Sneker Knokploeg en was betrokken bij het onderbrengen van onderduikers en bij de uitgave van verzetskrant BBC-nieuws.

### Politiebureau
Op het politiebureau van Brouwer zijn twee overvallen gepleegd door het verzet. Brouwer speelde hierbij een sleutelrol. Het bureau werd tijdens de oorlog door de bezetter gebruikt voor het opsluiten van onderduikers en ondergrondse werkers. Bij de overvallen (in februari en maart 1945) werden in totaal 28 mensen bevrijd. Na de laatste overval kregen de Duitsers argwaan en moest Brouwer onderduiken.
Na de oorlog is Brouwer bij de politie blijven werken. Hij ging in 1977 met pensioen. In Sneek is een straat in de wijk Zwetteplan naar hem vernoemd; de Dick Brouwerstrjitte.